# Њу Колеџ (Оксфорд)
Њу Колеџ (енгл. New College), један је од колеџа на Оксфордском универзитету у Уједињеном Краљевству. Основан је 1379. године од стране Вилијама од Викехам.
Колеџ тренутно је на другом месту у Норингтоновој табели, табели која процењује резултате Оксфордских студената на својим завршним испитима. Будући да је био на трећем месту у табелама 2011-12, одржавајући своје место од 2010. до 2011. године, Нови Колеџ скочио на 1. место после 2012-13 школске године. Сестра колеџа је Краљевски Колеџ у Кембриџу.
Хор колеџа се сматра једним од водећих хорова у свету. Снимио је преко стотину албума.
Колеџ је имао доста финансијских проблема. У 2006. години, је продао земљиште, које је раније дато колеџу за  55 милиона фунти.

## Историја
Упркос свом имену, Њу Колеџ је један од најстаријих на Оксфорду.

### Оснивање
Године 1379. Вилијам од Викехама је купило земљиште у Оксфорду како би се омогућило оснивање колеџа. У својој повељи, Викехем је написао да на колеџу ради управник и седамдесет научника. Новац за место на коме ће бити изграђена колеџ је стекао из неколико извора. Земља на којој сазидан колеџ је коришћена за сахрањивање мртвих током куге.
Колеџов грб је усвојио још Вилиам лично. Он се састоји од две црне линије и две руже.

### Грађански рат
Августа 1651. године, Њу Колеџ је био утврђен од стране парламентарних снага и манастир унутар колџа је коришћен за обуку мускетара.

### Мото
Мото колеџа је "Манири чине човека (енг. Manners Makyth Man)". Мото је био у многим погледима прилично револуционаран. Пре свега зато што је био написан на енглеском, а не латинском.

## Зграде и баште
Њу Колеџ је био већи од свих колеџа који су тада постојали (шест) у Оксфорду заједно. Данас је један од најчешће посећених у Оксфорду. Зграде колеџа су међу највећима на Универзитету у Оксфорду.

### Сала
Сала је трпезарија на колеџу и њене димензије су осамдесет метара са четрдесет метара. Оригиналне подове су заменили мермерним подовима 1722. године. Вилијам је забранио рвање, плес и све бучне игре због тога што је капела поред сале. Након већих реконструкција, сала је поново отворена у јануару 2015. године.

### Капела
Унутар колеџа се налази калепа коју користи хор колеџа.

### Градски зид
Древни Оксфордски Градски зид, припада Новом Колеџу.

## Галерија
- Башта колеџа
- Фасада колеџа
- Гкавна зграда колеџа
- Капела и градски зид
- Баште колеџа
- Ходници
- Ходници
- Ходници